# Maciej Kopeć
Maciej Stanisław Kopeć (ur. 12 stycznia 1962 w Poznaniu) – polski nauczyciel historii, polityk i działacz samorządowy, w latach 2016–2021 podsekretarz stanu w Ministerstwie Edukacji Narodowej.

## Życiorys
Jest absolwentem studiów historycznych na Wydziale Humanistycznym Uniwersytetu Szczecińskiego. W latach 80. XX wieku działał między innymi w Niezależnym Zrzeszeniu Studentów oraz Konfederacji Polski Niepodległej. Przez wiele lat pracował w zawodzie nauczyciela, piastując między innymi funkcję wicedyrektora Zespołu Szkół Ogólnokształcących nr 7 w Szczecinie (1996–2006) oraz Zachodniopomorskiego Kuratora Oświaty (2006–2008).
Przystąpił do Prawa i Sprawiedliwości. W 2004 i 2009 bez powodzenia kandydował do Parlamentu Europejskiego, a w 2005, 2007, 2011, 2019 i 2023 do Sejmu. W latach 2006–2010 pełnił mandat radnego miasta Szczecin, nie uzyskał reelekcji. W 2014 ponownie zasiadł w radzie miasta, gdzie był przewodniczącym Komisji ds. Kultury Rady Miasta Szczecin. 4 stycznia 2016 został podsekretarzem stanu w Ministerstwie Edukacji Narodowej. W wyborach samorządowych w 2018 otrzymał mandat radnego sejmiku województwa zachodniopomorskiego, uzyskując 6952 głosy (3,79% w skali okręgu wyborczego). 1 stycznia 2021 odszedł z rządu. Wszedł następnie w skład zarządu Fundacji Rozwoju Systemu Edukacji.

## Życie prywatne
Jest żonaty, jego żona Barbara jest nauczycielką. Mają dwójkę dzieci. Jego ojciec, dr hab. Józef Kopeć był profesorem matematyki i rektorem Wyższej Szkoły Pedagogicznej w Szczecinie, przekształconej potem w Uniwersytet Szczeciński. Matka Krystyna.

## Wybrane odznaczenia
- Srebrny Krzyż Zasługi (2004)[8][2]
- Medal Komisji Edukacji Narodowej[2]
- Medal „Pro Patria”[9]